# Het Zeepaert
Huis het Zeepaert is een woonhuis aan de Wijnstraat in de binnenstad van de Zuid-Hollandse stad Dordrecht. Het gebouw is sinds 1966 een rijksmonument. Sinds 1996 is het gebouw in eigendom van Vereniging Hendrick de Keyser.

## Situatie
Het Zeepaert werd aan de westelijke zijde van straat gebouwd. Deze zijde van de Wijnstraat werd als eerste bebouwd, want de straat is eigenlijk een dijklichaam om de oude haven van de stad. Het perceel waar het woonhuis werd gebouwd is vrij smal, ca. 6 meter breed, de achterzijde is echter twee maal zo breed, omdat het ook achter het pand op nr. 111 langs loopt. Het buurpand werd op enig moment aangekocht en als pakhuis gebruikt.
Het huidige straatniveau ligt 1,40 hoger dan ten tijden van de bouw van het pand.

## Geschiedenis

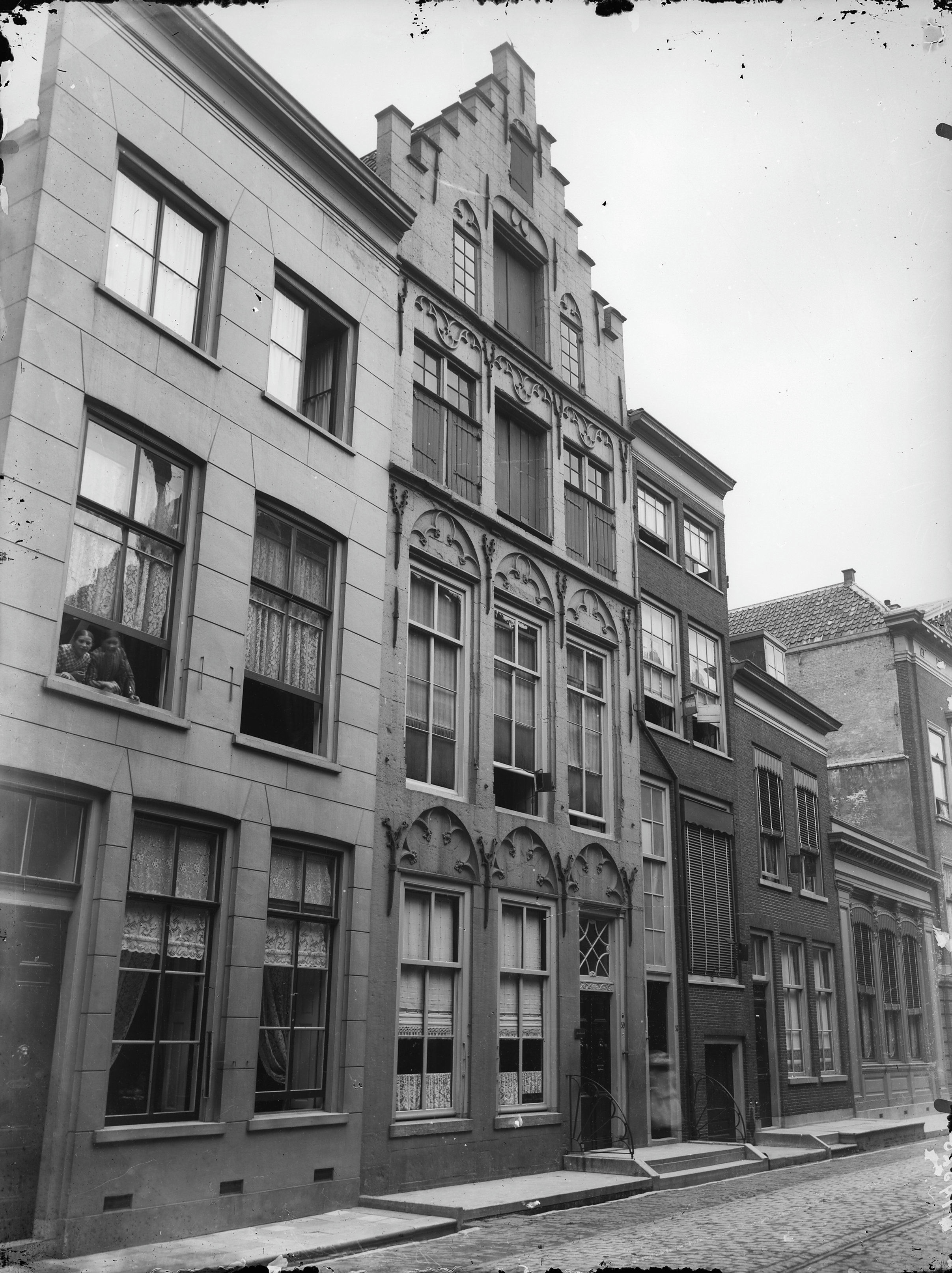
Het Zeepaert omstreeks 1900 met rechts de overdekte doorgang en het voormalige pakhuis.

Op de plek wat anno 2021 als Wijnstraat 113 bekend is, werd rond 1300 voor het eerst een huis gebouwd. De bouwmuren van dit pand werden tot aan de vloer van de huidige tweede verdieping opgetrokken uit een groot formaat baksteen. In het jaar 1495 werd het oude pand verbouwd, waarbij het huidige gevormd werd, hierbij werden de twee zijmuren opgehoogd en nieuwe voor- en achtergevels geplaatst. Bij latere moderniseringen werden alleen de begane grond en eerste verdieping verbouwd. De gevel en overige bouwdelen bleven ongewijzigd. Van het originele gotische interieur zijn alleen bouwkundige delen bewaard gebleven.
Een eerste bewoner is bekend uit 1555. De eigenaar was de zeepzieder Jan Sybertszoon (ook gespeld als Syvertszoon), vermoedelijk werd de zeep achter het woonhuis in een bedrijfsgedeelte gekookt. Omdat zijn weduwe in 1580 nog in het huis woonde, was hij zeer waarschijnlijk niet de bouwheer. Cornelis Pietersz. Van den Bos was de opvolger en hij verkocht de zeepziederij aan de bierbrouwer Anthonis Blonck, ook nu met woonhuis. Het woonhuis bleef de woonfunctie tot ca. 1900 vervullen.
De bedrijven waren voor de aanvoer volledig afhankelijk van de Wijnstraat, want de huidige Wolwevershaven werd pas tussen 1609 en 1610 aangelegd. Voor de aanleg van deze haven lag de tuin van het Zeepaert tegen de stadsmuur. In de jaren na de aanleg liet de toenmalige eigenaar, Johan de Carpentier, het woonhuis verfraaien. Mogelijk liet hij aan de achterzijde van de woning een traptoren en achterhuis op trekken. Van de originele trap resteert alleen het bovenste deel, dat de eerste en tweede verdieping verbindt, nog. Ook liet hij verschillende pakhuizen aan de nieuw aangelegde haven bouwen. In 1610 wordt het pand voor het eerst bij naam genoemd in het transportregister, Johan Carpentier kocht het pand van Anthonius Blonck dat jaar. Carpentier laat het pand flink verbouwen en geeft daar ongeveer 19.000 gulden aan uit. Hij verkocht zilverdraad voor vol zilver, terwijl het eigenlijk verzilverd koperdraad was. In 1624 krijgt hij een verkoopverbod van de Staten Generaal en vlucht naar Cuylenburch, indertijd een vrijplaats waar de vervolger van iemand niet naar binnen mocht.
De uitgang aert is Middelnederlands voor plaats en in Zuidelijk-Nederland kan het ook winkel, opslag, markt of loswal betekenen. Omdat tot 1605 de zeepzieders in het pand woonden, betekent de naam dus mogelijk zeepwinkel, zeepopslag of zeepmarkt.
Aan de achterzijde van de woning werd in de 18e eeuw een achterhuis gebouwd (ca. 11 meter breed en 12,5 meter diep), de opdrachtgever was waarschijnlijk mr. Hermanus Franciscus Ketelanus (Ketel). De behangsels die in een zaal geplaatst werden, werden gemaakt door Aart Schouman. Schouman leverde ook schilderingen voor het huis De Onbeschaamde aan de Wijnstraat 123. Ketelanus liet in een andere zaal zijn collectie oudheden en geschriften plaatsen. De beide interieurs in dit bouwdeel zijn in de 19e eeuw verwijderd en verkocht. De muur- en wandschilderingen, schouw en ornamenten zijn in 1908 geplaatst in Landhuis Duin en Kruidberg.
Of Ketelanus de voltooiing van de verbouwingen heeft meegemaakt is onzeker, hij overleed in 1761 met schulden. De oude voor- en achterkamer werden in de 18e eeuw in de toen heersende Lodewijk XV-stijl gedecoreerd, mogelijk door Adriaan Bout, die in 1767 burgemeester van Dordrecht werd. Resten van deze zeer rijke interieurs werden bij een restauratie in 1996 teruggevonden achter voorzetwanden en verlaagde plafonds.
Tot omstreeks 1900 waren het buurpand op nr. 111 en het Zeepaert van elkaar gescheiden middels een overdekte gang. Deze gang gaf direct toegang tot het achterhuis van het Zeepaert. Bij nieuwbouw van het pand op nr. 111 kwam de doorgang te vervallen. Het achterhuis van het Zeepaert werd rond deze tijd verbouwd tot bakkerij, want net als vele patriciërshuizen in de stad Dordrecht raakten de dure woningen in de binnenstad uit de gratie.
In 1930 kreeg Vereniging Hendrick de Keyser interesse in de gevel en vroeg aan de plaatselijke vertegenwoordiger Bernardus van Bilderbeek om hen te waarschuwen als het pand te koop kwam te staan. Het pand kwam in 1935 op de markt, maar door de economische crisis kon de vereniging het pand niet aanschaffen. In 1938 kwam het pand opnieuw in de verkoop, maar dit maal strandden de onderhandelingen op de vraagprijs. In 1996 kon de Vereniging Hendrick de Keyser het pand wel aankopen. Datzelfde jaar werd een restauratie onder leiding van Adriaan van der Zwam voorbereid.

## Exterieur

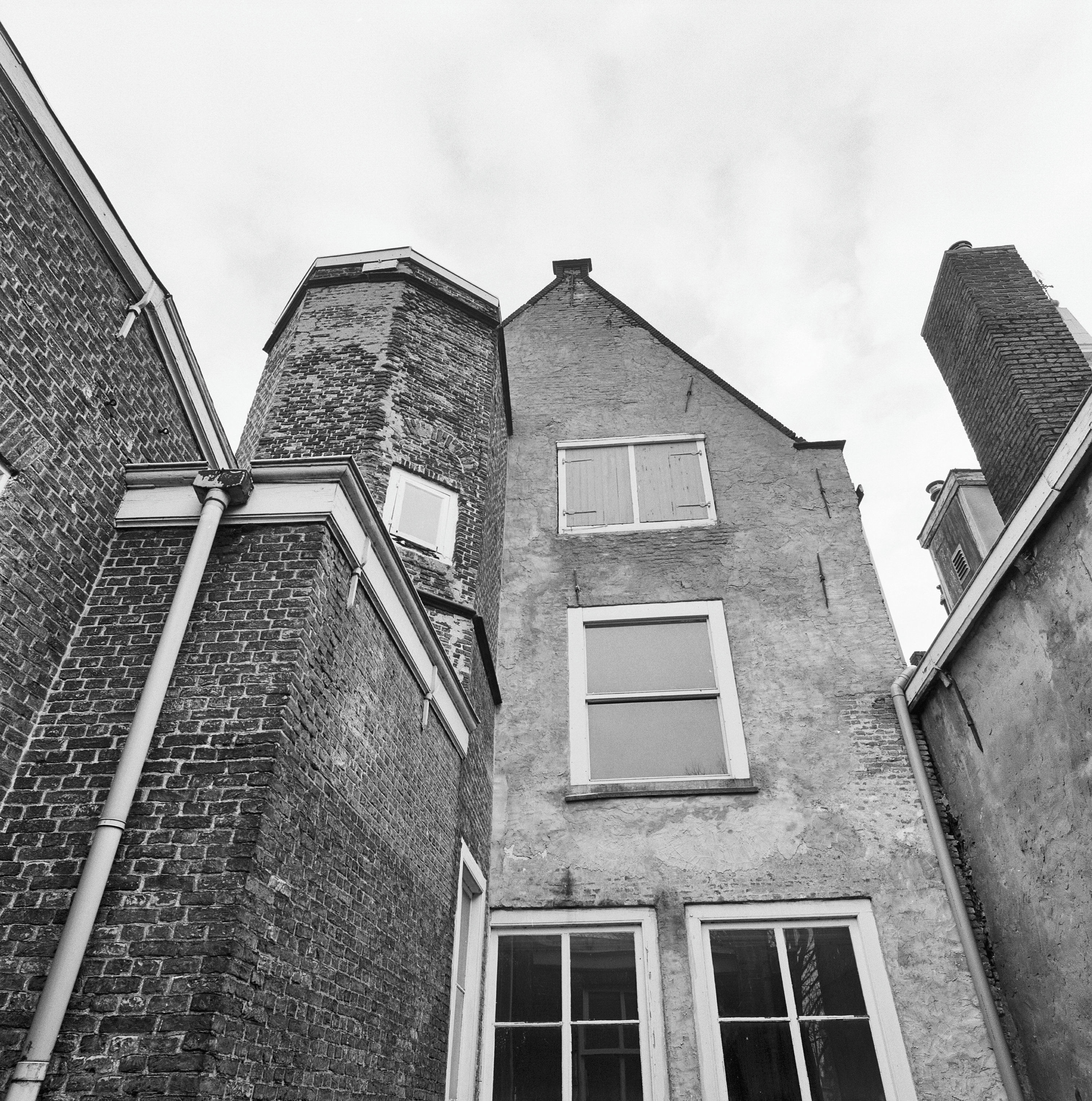
Achtergevel met traptoren

De voorgevel is opgetrokken uit Namense steen, een donkergrijze hardsteen, mogelijk betreft het hier een soort van bouwpakket omdat de decoraties mee zijn gehakt. De voorgevel is vormgegeven als een trapgevel en is laatgotisch in stijl. Boven alle vensteropeningen zijn ontlastingsbogen geplaatst, met in de boogtrommels gotische traceringen. De decoraties hebben verwantschap met het stadhuis van Vianen dat rond 1425 werd gebouwd. Boven de eerste en tweede verdieping zijn waterlijsten geplaatst. Ter hoogte van alle balklagen zijn y-vormige muurankers geplaatst. De schuiframen op de verdieping zijn in empirestijl en de deur met kalf en bovenlicht zijn in Lodewijk XIV-stijl. De kruisvensters op de tweede verdieping zijn nog uit de bouwtijd. Voor de gevel bevindt zich een natuurstenen stoep met hekken.
Het originele gebouw en het achterhuis worden verbonden door een veelhoekige traptoren. Deze staat tegen de achtergevel uit ca. 1500. Deze achtergevel is veel soberder dan de voorgevel en bestaat uit een gemetselde puntgevel. De traptoren is rijker gedecoreerd. De traptoren is in de basis gevormd uit gele ijsselsteen met rode accenten. Bovenaan de toren is duidelijk te zien dat deze ingekort is. De toren heeft een plat dak, maar dat moet een uitkijkkamertje of puntdak zijn geweest. De toren staat gedeeltelijk achter Wijnstraat 111.

## Interieur

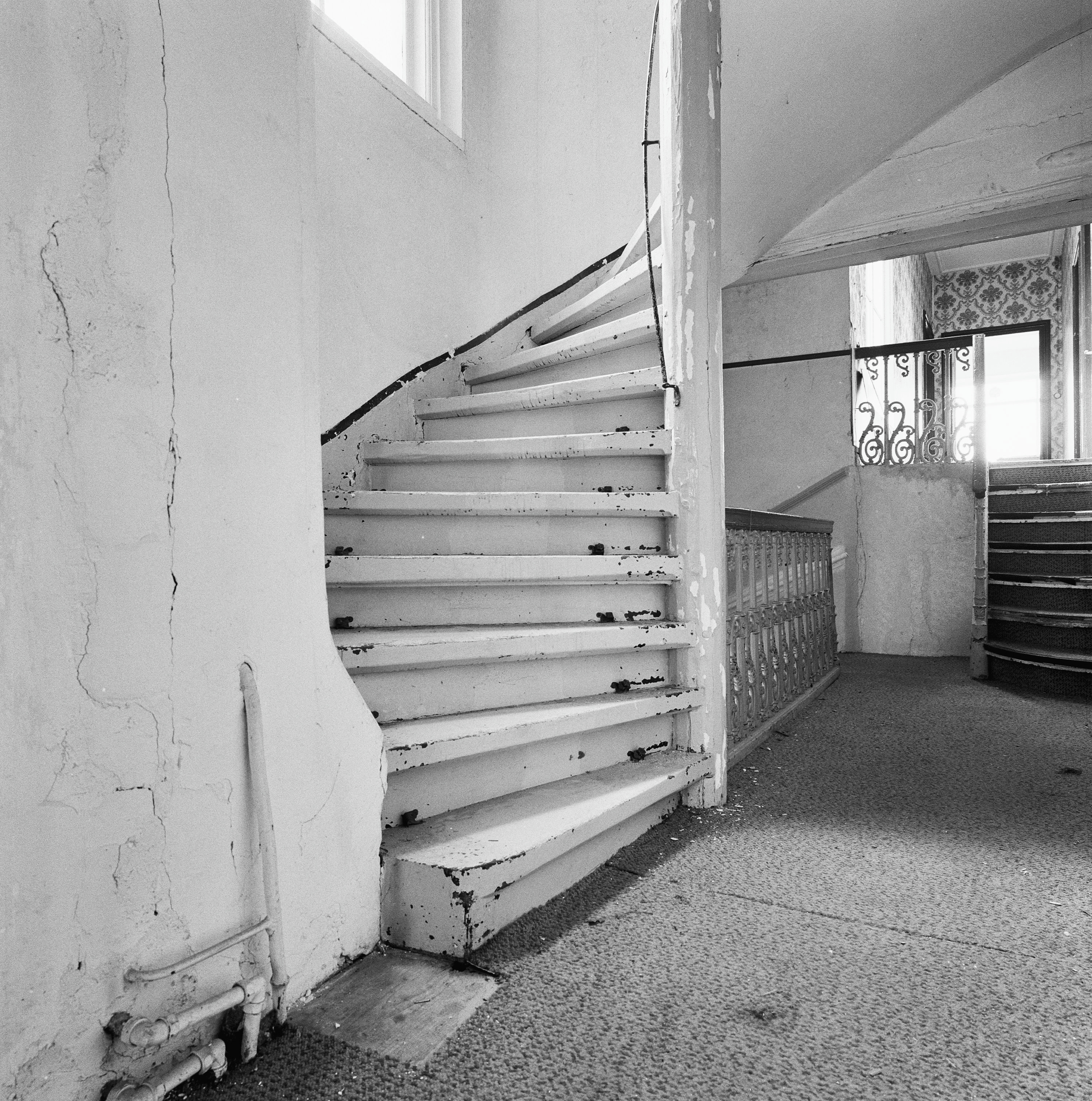
De spiltrap op de tweede verdieping

Het huis kent vanaf de eerste verdieping een houten skelet dat is opgedeeld in zes vakken. Door deze vakken kon de woning opgedeeld worden in drie kamers: voor-, midden- en achterkamer. De plafonds in deze vertrekken waren voorzien van moer- en kinderbalk. De moerbalken in het achterste vertrek waren rood geschilderd, van de andere vertrekken is het niet bekend. Aan de hand van gevonden leemstucresten kon geconcludeerd worden dat de velden tussen de moerbalken gestuct waren met leem.
Het eiken plafond van de hal is beschilderd met mythologische afbeeldingen van de val van Icarus en Phaetons ongelukkige rit met Helios' zonnewagen. Deze afbeeldingen lieten zien dat mensen niet overmoedig moesten worden.
De woning is nog verdeeld in een voorkamer en achterkamer. De voorkamer heeft een beschilderd stucplafond, een schouw met spiegel en betegelde muren. Deze kamer is in stijl van het laatste kwart van de 19e eeuw. De achterkamer heeft ook een stucplafond en schouwpartij, maar dan in de Lodewijk XV-stijl.
Het achterhuis heeft een middengang, met aan weerszijden een vertrek van ongeveer gelijke grootte. Uit een opmeting in 1930 is de indeling van het achterhuis op te maken. Aan de rechterzijde lagen de keuken en de zaal waar Aart Schouman de behangsels heeft gemaakt. De keuken gaf toegang tot de binnenplaats die via de gang tussen Wijnstraat 111 en het Zeepaert met de straat verbonden was. De toonzaal van Ketelanus bevond zich zeer waarschijnlijk linksachter. Uit de tijd van Ketelanus resteren alleen in de gang nog de deuren en stucwerk. Ook interieurs uit de latere eeuwen zijn grotendeels verdwenen door het gebruik als bedrijfsruimte. Ook de originele kap is niet meer aanwezig, waardoor het achterhuis reeds rond 1900 een plat dak heeft gekregen.

### Verdiepingen
Net als de begane grond, is ook de verdieping opgedeeld middels de balkvakken. De voorkamer beslaat vier balkvakken, de achterkamer beslaat twee balkvakken. In de voorzaal op de eerste verdieping zijn nog de originele hoofdbalken zichtbaar. Deze rusten op grote natuurstenen consoles. Op een na zijn de consoles allemaal afgehakt en bij de restauratie zijn van deze ene originele console replica's gemaakt en op de andere consoles geplaatst. Op de muren in de voorkamer zit loodpapier afkomstig uit kartonnen theedozen. Dit papier was aangebracht om vleermuizen buiten te houden.
De tweede verdieping is te bereiken via een eiken spiltrap met een zestienhoekige spil. Het houtskelet op de tweede verdieping is zichtbaar, want deze verdieping is altijd in ruwbouw gebleven, en bestaat uit muurstijlen, korbelen en Moer- en kinderbalken. De kap bestaat uit twee bouwconstructies, waaronder gebinten (toen een nieuwe bouwmethode).
Op de zolder is duidelijk zichtbaar dat de kap op het hoofdgebouw een onbeschoten sporenkap is. Hier valt natuurlijk licht tussen de dakpannen door naar binnen.